# Pierogi

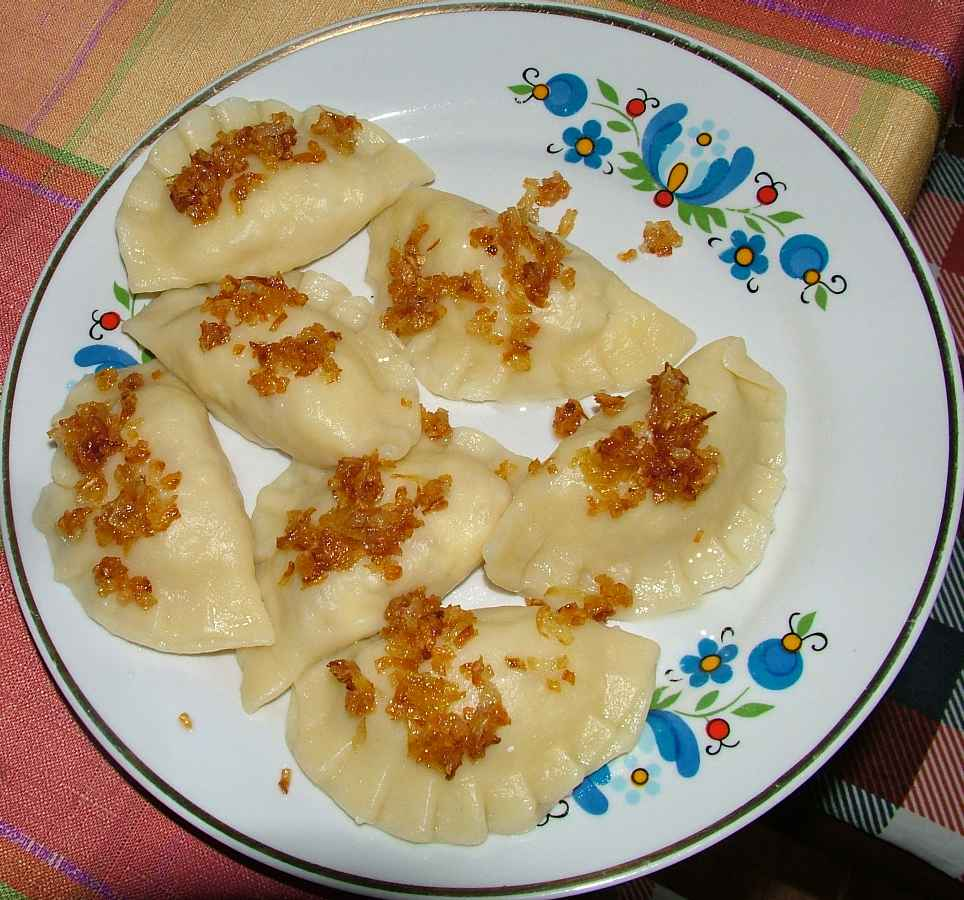
Een bord pierogi

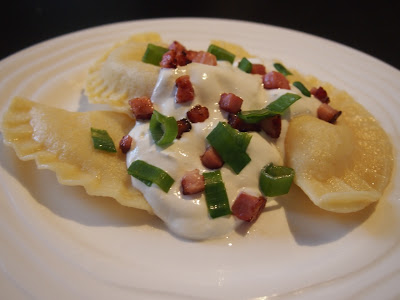
Bryndzové pirohy uit Slowakije

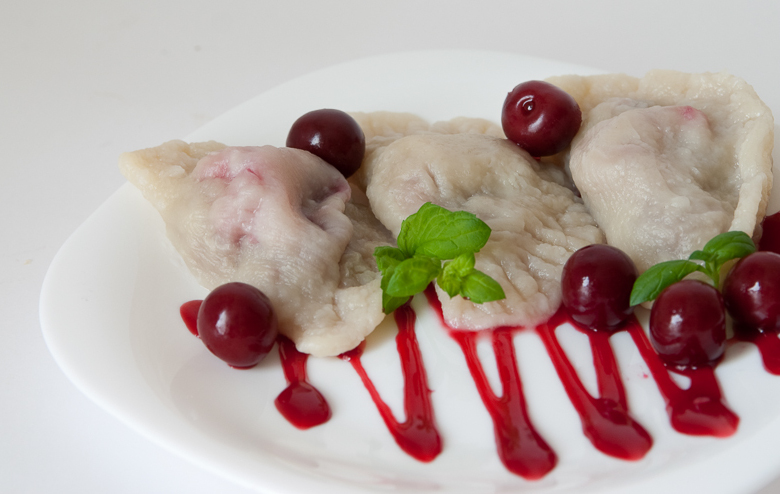
Oekraïense varenyky met kersen als nagerecht

Pierogi is een deeggerecht dat vooral gegeten wordt in Polen, Wit-Rusland, Rusland, Oekraïne, de Baltische landen, Tsjechië, Slowakije en andere Slavische landen, maar gelijksoortige gerechten bestaan ook in Finland en Centraal-Azië en in de joodse keuken. Pierogi werden aanvankelijk gegeten bij feestmaaltijden. In de 21e eeuw worden ze dagelijks als voorgerecht, als hoofdgerecht of als nagerecht gebruikt. Het is een culinair concept afkomstig uit China, dat waarschijnlijk in de dertiende eeuw Polen bereikte. 

## Naam
Pierogi is een Poolse meervoudsvorm en is onder die naam ook bekend in veel westerse landen. Andere namen zijn perogi, perogy, pirohi, piroghi, pirogi, pirogen, pierogy, pidahih en pyrohy. Deze namen komen van het Slavische pir (Cyrillisch: пир), dat 'gastmaal' of 'feest' betekent.
Een andere naam voor het gerecht is varenyky of vareniki (варе́ник[и], Oekraïens of варэнікі, Wit-Russisch of варе́ник[и], Russisch). De naam vareniki wordt ook gebruikt in Letland. Deze namen komen van het woord varenyy ('koken').
Verwarring kan ontstaan met het Russische woord pirog (Пирог) voor taart. Ook het Poolse pierogi leniwe ('luie pierogi') is een ander gerecht.

## Vorm
Pierogi zijn 'tasjes' van ongerezen deeg met verschillende vulling. Ze zijn enigszins vergelijkbaar met ravioli, maar zijn groter en halvemaanvormig.

## Ingrediënten
De vulling van pierogi bestaat gewoonlijk uit kwark, gehakt, spek, aardappelen, wittekool (of bloemkool), uien, champignons of witte boerenkaas. Ook worden verschillende fruitsoorten als aardbeien, bessen en appels gebruikt.
In Polen zijn het populairst:
pierogi ruskiemet aardappel, ui en witte kaas
pierogi z seremmet zoete witte kaas
pierogi z kapusta i grzybamimet zuurkool en paddenstoelen
In de Verenigde Staten komen pierogi voor met niet-traditionele ingrediënten als spinazie, kip en jalapeño.

## Bereiding
De pierogi worden een paar minuten in water gekookt, waarna ze soms in een pan met varkensvet gebraden of in een oven gebakken worden. Na het bakken worden ze overdekt met boter of olie. Ze worden geserveerd met zure room of soms met appelmoes, of besprenkeld met gebakken gesnipperde ui of bacon.

## Pierogi Festival
In Krakau wordt jaarlijks het Pierogi Festival gehouden. In 2007 werden hier 30.000 pierogi per dag geconsumeerd.